# IC 4191
IC 4191 је планетарна маглина у сазвјежђу Мува која се налази на листи објеката дубоког неба у Индекс каталогу.
Деклинација објекта је - 67° 38' 35" а ректасцензија 13h 8m 47,5s. Привидна величина (магнитуда) објекта IC 4191 износи 10,6 а фотографска магнитуда 12,0. IC 4191 је још познат и под ознакама PK 304-4.1, ESO 96-PN2.